# Призетко, Александр Сергеевич
Александр Сергеевич Призетко (31 января 1971, Измаил, Одесская область, Украинская ССР, СССР) — украинский футболист, полузащитник и нападающий; тренер.

## Карьера

### Клубная
Начинал заниматься футболом в СДЮШОР «Черноморец». В 8-м классе порвал паховые мышцы, после чего Александру было рекомендовано закончить с футболом. Однако его пригласили в спортинтернат Харькова, где и сформировался как футболист. За основной состав «Металлиста» дебютировал в 1990 в матче против «Спартака» (харьковчане в той игре потерпели одно из самых крупных поражений — 0:6). В 1993 перешёл в киевское «Динамо», в составе которого стал двукратным чемпионом Украины. Как признавался сам Призетко, в «Динамо» чувствовал себя скованно и не смог до конца раскрыться. С середины 1990-х играл в России за «Тюмень», московское «Торпедо», тульский «Арсенал» и новороссийский «Черноморец». В сезоне 2004/05 вернулся в харьковский «Металлист».

### В сборной
За сборную Украины сыграл 5 игр.
Дебютировал 26 августа 1992 года в товарищеском матче со сборной Венгрии (1:2). Был заменен на 67-й минуте Сергеем Гусевым.
Свой последний матч за сборную провёл 28 февраля 2001 года против сборной Кипра (4:3, д.в.). Был заменен на 42-й минуте Василием Кардашем.
| Матчи в составе сборной Украины по футболу | Матчи в составе сборной Украины по футболу | Матчи в составе сборной Украины по футболу | Матчи в составе сборной Украины по футболу | Матчи в составе сборной Украины по футболу | Матчи в составе сборной Украины по футболу | Матчи в составе сборной Украины по футболу | Матчи в составе сборной Украины по футболу | Матчи в составе сборной Украины по футболу | Матчи в составе сборной Украины по футболу | Матчи в составе сборной Украины по футболу | Матчи в составе сборной Украины по футболу | Матчи в составе сборной Украины по футболу |
| N                                          | №                                          | Дата                                       | Место                                      | Турнир                                     | Соперник                                   | Счёт                                       | Минуты                                     | Замены                                     | Наказания                                  | Клуб                                       |                                            |                                            |
| ------------------------------------------ | ------------------------------------------ | ------------------------------------------ | ------------------------------------------ | ------------------------------------------ | ------------------------------------------ | ------------------------------------------ | ------------------------------------------ | ------------------------------------------ | ------------------------------------------ | ------------------------------------------ | ------------------------------------------ | ------------------------------------------ |
| 1                                          | 3                                          | 26.08.1992                                 | Венгрия, Ньиредьхаза, «Городской»          | Товарищеский матч                          | Венгрия                                    | 1:2                                        | 66                                         | 67'                                        |                                            | Металлист                                  |                                            |                                            |
| 2                                          | 4                                          | 28.10.1992                                 | Беларусь, Минск, «Динамо»                  | Товарищеский матч                          | Беларусь                                   | 1:1                                        | 45                                         | 46'                                        |                                            | Металлист                                  |                                            |                                            |
| 3                                          | 10                                         | 23.10.1993                                 | США, Бетлехем, «Гудман Стэдиум»            | Товарищеский матч                          | США                                        | 1:0                                        | 45                                         | 46'                                        |                                            | Динамо (Киев)                              |                                            |                                            |
| 4                                          | 65                                         | 26.02.2001                                 | Кипр, Никосия, «Нео ГСП»                   | Кубок КФА                                  | Румыния                                    | 0:1, д. в.                                 | 60                                         | 61'                                        |                                            | Черноморец (Нв)                            |                                            |                                            |
| 5                                          | 66                                         | 28.02.2001                                 | Кипр, Никосия, «Нео ГСП»                   | Кубок КФА                                  | Кипр                                       | 3:4, д. в.                                 | 41                                         | 42'                                        | Предупреждён                               | Черноморец (Нв)                            |                                            |                                            |
| Итого:                                     | Итого:                                     | Итого:                                     | 5 игр; +1 =1 −3; голы 6:8 (−2)             | 5 игр; +1 =1 −3; голы 6:8 (−2)             | 5 игр; +1 =1 −3; голы 6:8 (−2)             | 5 игр; +1 =1 −3; голы 6:8 (−2)             |                                            | 257 мин.                                   | 257 мин.                                   |                                            |                                            |                                            |

### Тренерская
С 2015 года работал тренером в структуре «Металлиста». С начала сезона 2015/2016 — старший тренер молодёжного состава команды. В апреле 2016 года, после отставки Александра Севидова назначен исполняющим обязанности главного тренера основной команды клуба. На этом посту проработал до лета 2016 года, когда клуб потерял профессиональный статус.
В августе 2016 года назначен главным тренером команды «Металлист 1925», заявленной для участия в Любительском чемпионате Украины по футболу.
В конце декабря 2017 года был назначен главным тренером житомирского «Полесья».